# Ursus 914
Ursus 914 – ciągnik rolniczy produkcji zakładów Ursus w Warszawie.

## Historia modelu
Ciężki ciągnik rolniczy produkowany w latach 1984–1998, następca modeli 902 i 904. Podstawowe różnice dotyczą nowego, mocniejszego silnika, dzięki czemu wzrosły udźwig podnośnika hydraulicznego i siła uciągu. Ciągnik miał napęd na 4 koła i czterocylindrową, wysokoprężną jednostkę napędową o symbolach Z-8401.1. Mechanizm kierowniczy ma wspomaganie hydrauliczne, zastosowano skrzynię przekładniową z hydraulicznie sterowanym wzmacniaczem momentu obrotowego. Bliźniaczym modelem tego ciągnika jest Ursus 912, który ma napęd na jedną oś.
Do 1989 roku wyprodukowano 6185 sztuk Ursusa 914. Wersją z silnikiem turbodoładowanym był Ursus 1014.

## Dane techniczne[1]
Silnik:
- Typ: DS Martin Z8401.1
- Moc znamionowa przy 2200 obr./min (DIN70020): 60,3 kW (80 KM)
- Maksymalny moment obrotowy: 280 Nm przy 1600 obr./min
- Liczba cylindrów: 4
- Średnica cyl./skok tłoka: 110/120 mm
- Pojemność skokowa: 4562 cm³
- Jednostkowe zużycie paliwa 240 g/kWh
- Stopień sprężania: 17
- Rodzaj chłodzenia: cieczą
- Filtr powietrza: olejowy, dwustopniowy z wstępnym filtrem odśrodkowym

Układ elektryczny:
- Akumulator: 2x6 V - 190 Ah
- Alternator: 12 V - 55 A
- Rozrusznik: 12 V - 2,9 kW (4 KM)

Układ napędowy:
- Sprzęgło: cierne, jednostopniowe z samoczynną regulacją luzu, sterowane hydraulicznie
- Przekładnia: mechaniczna zsynchronizowana z włączanym hydraulicznie wzmacniaczem momentu o przełożeniu 1,34
- Liczba biegów przód/tył: 16/8
- Tylny most: przekładnia główna ze zwolnicami planetarnymi
- Blokada mechanizmu różnicowego: mechaniczna

Układy jezdne:
- Mechanizm kierowniczy: hydrostatyczny z wychylnym kołem kierowniczym
- Przedni most napędowy: przekładnia główna ze zwolnicami planetarnymi z blokadą mechanizmu różnicowego włączaną hydraulicznie
- Ogumienie przód/tył: 12,4-24 / 18,4-34
- Maks. prędkość jazdy: 25,50 km/h

Wał odbioru mocy:
- Rodzaj: niezależny, włączany sprzęgłem sterowanym hydraulicznie
- Prędkość obrotowa: 540(przy 1890 obr./min)/1000(przy 1920 obr./min)
- Średnica końcówki WOM: 35 mm
- Liczba wypustów: 6 (540) i 21 (1000)
- Moc z WOM przy znamionowych obr. silnika: 50,8 kW (69 KM)

Układ hydrauliczny:
- Funkcja podnośnika: regulacja siłowa, pozycyjna, ciśnieniowa
- Wydatek pompy: 41 l/min
- Maksymalny udźwig podnośnika: 4125 kg
- Trzypunktowy układ zawieszenia narzędzi 2 kategoria według ISO
- Ciśnienie nominalne na szybkozłączu: 16 MPa
- Hydraulika zewnętrzna: 4 szybkozłącza

Układ hamulcowy:
- Hamulec roboczy: tarczowy, niezależny, sterowany hydraulicznie
- Hamulec postojowy: mechaniczny

Masy - wymiary - pojemności:
- Długość bez/z obciążnikami przednimi: 4160/4186 mm
- Wysokość dach kabiny/tłumik: 2620/2660 mm
- Rozstaw osi: 2385 mm
- Prześwit: 380 mm
- Masa bez/z obciążnikami: 4420/5100 kg
- Zbiornik paliwa: 90 dm³
- Miska olejowa silnika: 10 dm³
- Układ chłodzenia silnika z ogrzewaniem kabiny: 23 dm³
- Układ napędowy i hydrauliczny: 46 dm³

Kabina:
- Rodzaj: ochronna

( )* - wyposażenie opcjonalne